# Яковенко Леонід Олександрович
Леонід Олександрович Яковенко (25 жовтня 1946, село Боброве, Сумська область — 21 січня 1999) — український політик лівого спрямування. Народний депутат України. Член КПУ; ВР України, член Комітету з питань аграрної політики та земельних відносин (з 07.1998), член фракції КПУ; перший секретар Сумського обкому КПУ.

## Життєпис
Народився у родині колгоспника. Закінчив Маловисторопський сільськогосподарський технікум Сумської області. У 1966—1968 роках служив у армії. Член КПРС з 1968 року.
З 1968 року — на комсомольській роботі: інструктор, завідувач організаційного відділу, 2-й секретар, 1-й секретар Лебединського районного комітету ЛКСМУ.
У 1974 році закінчив Харківський сільськогосподарський інститут, вчений агроном.
У 1976—1978 роках — голова правління колгоспу «Дружба» Лебединського району Сумської області.
У 1978—1987 роках — 1-й секретар Лебединського районного комітету КПУ. У 1984 році закінчив Вищу партійну школу при ЦК КПУ.
У 1987—1988 роках — інспектор ЦК КПУ.
26 листопада 1988 — 20 листопада 1990 — секретар Сумського обласного комітету КПУ.
20 листопада 1990 — серпень 1991 — 2-й секретар Сумського обласного комітету КПУ.
У жовтні 1991 — квітні 1998 — генеральний директор Сумського обласного міжгосподарського виробничого об'єднання «Агрокомбікорм».
Народний депутат України 3-го скликання з 03.1998 від КПУ, № 43 в списку. На час виборів: генеральний директор Сумського обласного міжгосподарського ВО «Агрокомбікорм», член КПУ.
У березні 1998 року — кандидат в народні депутати України, виборчий округ № 62, Сумська область. З'явилось 78.3 %, за 20.4 %, 3 місце з 6 претендентів.

## Нагороди та відзнаки
- орден Трудового Червоного Прапора
- Медаль «За трудову відзнаку»